# Protooceanico
Il proto-oceanico (abbreviato POc) è una protolingua che i linguisti — in particolare, il tedesco Otto Dempwolff — sulla base della linguistica comparativa, hanno proposto come il probabile antenato comune del gruppo delle lingue oceaniche. Si tratta di una lingua austronesiana, che discende, quindi, dal proto-austronesiano (PAN), da cui discenderebbero tutte le lingue austronesiane.
Il proto-oceanico sarebbe stato parlato circa 4200 anni fa, nell'arcipelago Bismarck, ad est di Papua-Nuova Guinea. Sia gli archeologi che i linguisti sono d'accordo nel pensare che questa popolazione sia la stessa che abbia dato origine alla cosiddetta civiltà di Lapita.

## Caratteristiche linguistiche
Le tecniche della linguistica comparativa, e la relativa omogeneità delle lingue oceaniche, hanno permesso di ricostruire con molta precisione le principali caratteristiche linguistiche del proto-oceanico, anche se i dettagli della ricostruzione sono ancora oggetto di discussione da parte degli specialisti. Come tutte le ipotesi scientifiche, occorre dire che questa ricostruzione riflette lo stato dell'arte al momento attuale, (come indicano anche gli asterischi *, che usualmente si collocano davanti a tutte le protoforme).

### Fonologia
La fonologia del POc può essere ricostruita con sufficiente precisione. Il proto-oceanico possedeva 5 vocali: *i, *e, *a, *o, *u, senza contrasti di lunghezza. Vi erano poi 23 consonanti, ricostruite come segue:
|                     |                     | Labiale-velare | Bilabiale | Alveolare | Palatale | Velare | Uvulare |
| ------------------- | ------------------- | -------------- | --------- | --------- | -------- | ------ | ------- |
| Occlusive           | Consonante sorda    | *pʷ            | *p        | *t        | *c       | *k     | *q      |
| Occlusive           | Nasalizzata         | *ᵐbʷ           | *ᵐb       | *ⁿd       | *ᶮɟ      | *ᵑɡ    |         |
| Consonante nasale   | Consonante nasale   | *mʷ            | *m        | *n        | *ɲ       | *ŋ     |         |
| Fricativa           | Fricativa           |                |           | *s        |          |        |         |
| Vibrante            | Battuta             |                |           | *R        |          |        |         |
| Vibrante            | Consonante vibrante |                |           | *r        |          |        |         |
| Vibrante            | Nasalizzsata        |                |           | *ⁿr       |          |        |         |
| Consonante laterale | Consonante laterale |                |           | *l        |          |        |         |
| Semi-vocale         | Semi-vocale         | *w             |           |           | *j       |        |         |